# Les Menus
Pour les articles homonymes, voir Menu.
Les Menus est une commune française, située dans le département de l'Orne en région Normandie, peuplée de 241 habitants.

## Géographie
Les Menus se situe dans le Perche et dépend du canton de Tourouvre. La commune s'étend sur 1 181 hectares et comptait 241 habitants au recensement de la population de 2022, soit une densité de 20.41 habitants par km2 .
Entourée par les communes de Neuilly-sur-Eure, Manou et Le Pas-Saint-l'Homer, Les Menus est située à 40 km au sud-ouest de Dreux, la plus grande ville aux alentours.
Bordant le nord-est du territoire entre 208 et 199 mètres d'altitude, l'Eure est le principal cours d'eau qui arrose la commune des Menus.
| Neuilly-sur-Eure                     | Manou                | Manou          |
| Neuilly-sur-Eure, Moutiers-au-Perche | des Menus            | Fontaine-Simon |
| Le Pas-Saint-l'Homer                 | Le Pas-Saint-l'Homer | Fontaine-Simon |

### Hydrographie
La commune est située dans le bassin Seine-Normandie. Elle est drainée par l'Eure, le Livier, le fossé 01 de la Moitellière et l'Eure,,.
L'Eure, un canal, chenal et cours d'eau naturel non navigable d'une longueur de 229 km, prend sa source dans la commune de Longny les Villages et se jette  dans la Seine à Saint-Pierre-lès-Elbeuf, après avoir traversé 91 communes. 
Le Livier, d'une longueur de 17 km, prend sa source dans la commune du Mage et se jette  dans l'Eure en limite de Belhomert-Guéhouville et de Fontaine-Simon, après avoir traversé huit communes. 

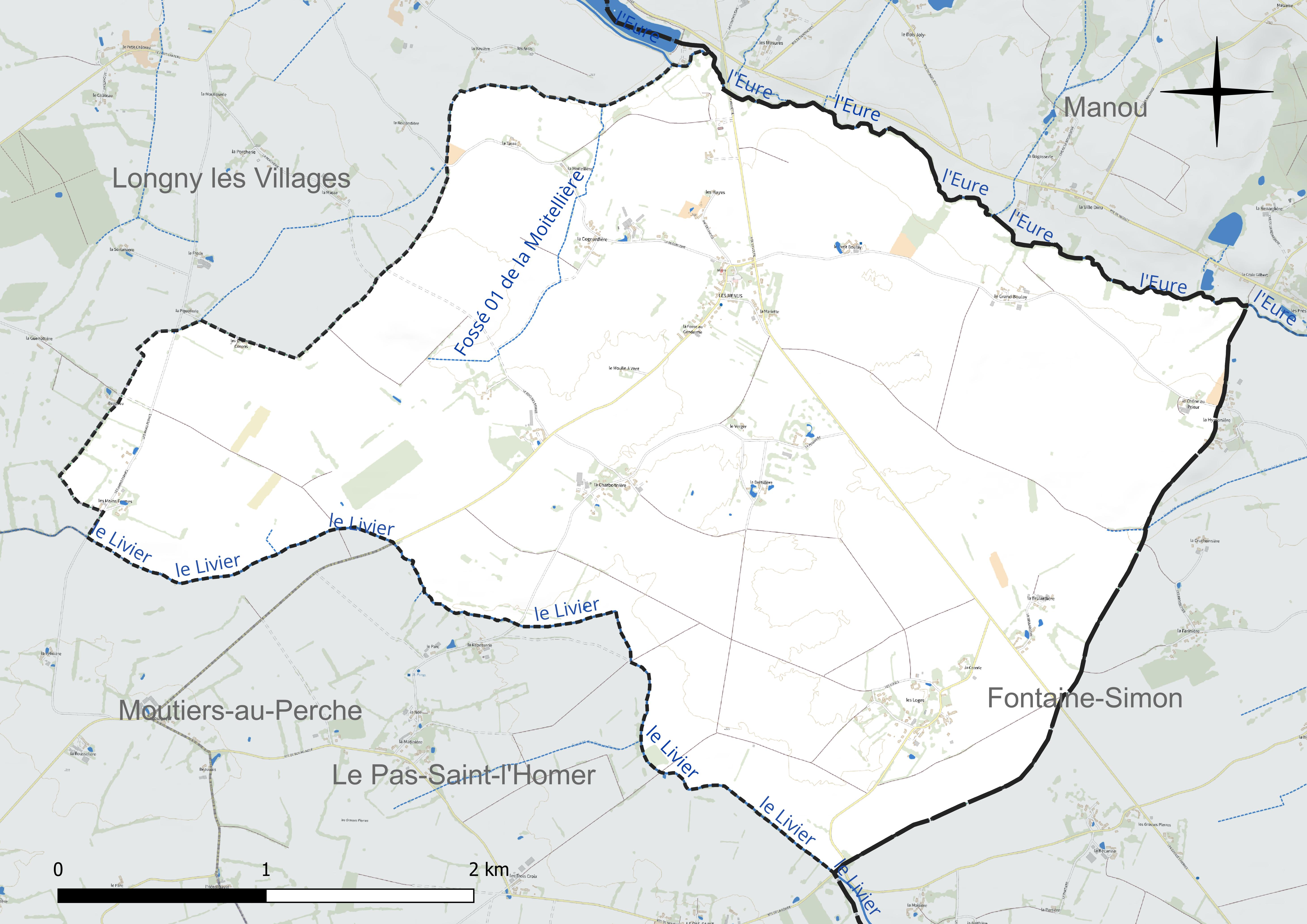
Réseau hydrographique des Menus.

### Climat
Pour des articles plus généraux, voir Climat de la Normandie et Climat de l'Orne.
En 2010, le climat de la commune est de type climat océanique dégradé des plaines du Centre et du Nord, selon une étude du CNRS s'appuyant sur une série de données couvrant la période 1971-2000. En 2020, Météo-France publie une typologie des climats de la France métropolitaine dans laquelle la commune est exposée à un climat océanique altéré et est dans la région climatique Normandie (Cotentin, Orne), caractérisée par une pluviométrie relativement élevée (850 mm/a) et un été frais (15,5 °C) et venté. Parallèlement le GIEC normand, un groupe régional d’experts sur le climat, différencie quant à lui, dans une étude de 2020, trois grands types de climats pour la région Normandie, nuancés à une échelle plus fine par les facteurs géographiques locaux. La commune est, selon ce zonage, exposée à un « climat contrasté des collines », correspondant au Pays d'Ouche et au Perche et bénéficiant d’un caractère continental affirmé avec des précipitations atténuées et des amplitudes thermiques fortes.
Pour la période 1971-2000, la température annuelle moyenne est de 10,1 °C, avec une amplitude thermique annuelle de 14,8 °C. Le cumul annuel moyen de précipitations est de 753 mm, avec 12,1 jours de précipitations en janvier et 7,9 jours en juillet. Pour la période 1991-2020, la température moyenne annuelle observée sur la station météorologique la plus proche, située sur la commune de La Loupe à 8 km à vol d'oiseau, est de 11,0 °C et le cumul annuel moyen de précipitations est de 718,0 mm,. Pour l'avenir, les paramètres climatiques de la commune estimés pour 2050 selon différents scénarios d’émission de gaz à effet de serre sont consultables sur un site dédié publié par Météo-France en novembre 2022.

## Urbanisme

### Typologie
Au 1er janvier 2024, Les Menus est catégorisée commune rurale à habitat dispersé, selon la nouvelle grille communale de densité à sept niveaux définie par l'Insee en 2022.
Elle est située hors unité urbaine et hors attraction des villes,.

### Occupation des sols
L'occupation des sols de la commune, telle qu'elle ressort de la base de données européenne d’occupation biophysique des sols Corine Land Cover (CLC), est marquée par l'importance des territoires agricoles (100 % en 2018), une proportion identique à celle de 1990 (100 %). La répartition détaillée en 2018 est la suivante : 
terres arables (80,3 %), prairies (19,7 %). L'évolution de l’occupation des sols de la commune et de ses infrastructures peut être observée sur les différentes représentations cartographiques du territoire : la carte de Cassini (XVIIIe siècle), la carte d'état-major (1820-1866) et les cartes ou photos aériennes de l'IGN pour la période actuelle (1950 à aujourd'hui).

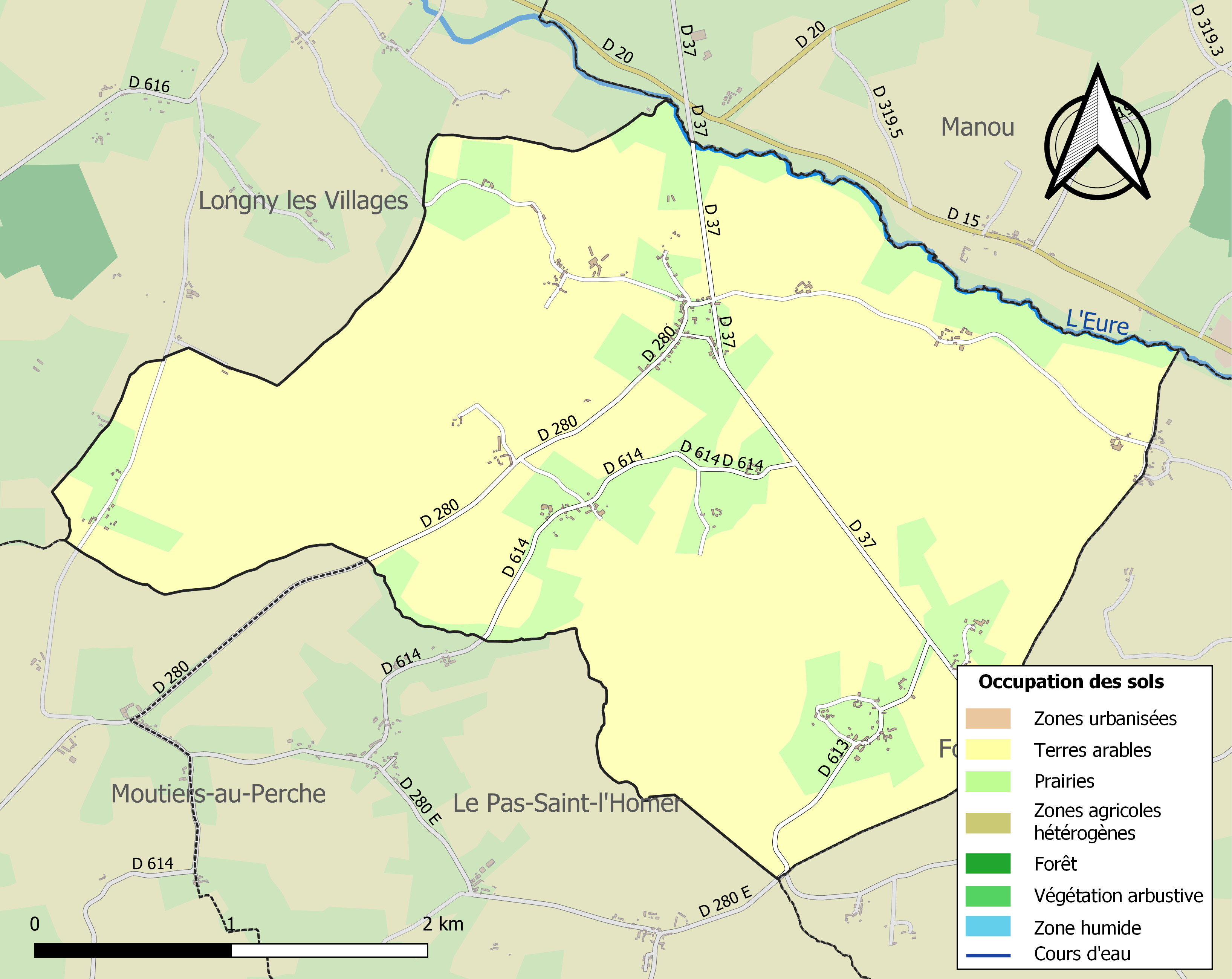
Carte des infrastructures et de l'occupation des sols de la commune en 2018 (CLC).

## Toponymie
Le nom de la localité est attesté sous les formes Meuilla, Mesnilia alias Menus, Mesnuz versus Manotum en 1351, Mesnus en 1793, Menus en 1801.
L'origine du toponyme Les Menus est incertaine. L'hypothèse de l'ancien français mesnil, « domaine rural », est généralement évoquée,.
Le gentilé est Menusien.

## Politique et administration
| Période                                  | Période  | Identité      | Étiquette | Qualité     |
| ---------------------------------------- | -------- | ------------- | --------- | ----------- |
| 1977                                     | mai 2020 | Pierre Vaugon | SE        | Agriculteur |
| mai 2020                                 | En cours | Denis Guillet | SE        |             |
| Les données manquantes sont à compléter. |          |               |           |             |

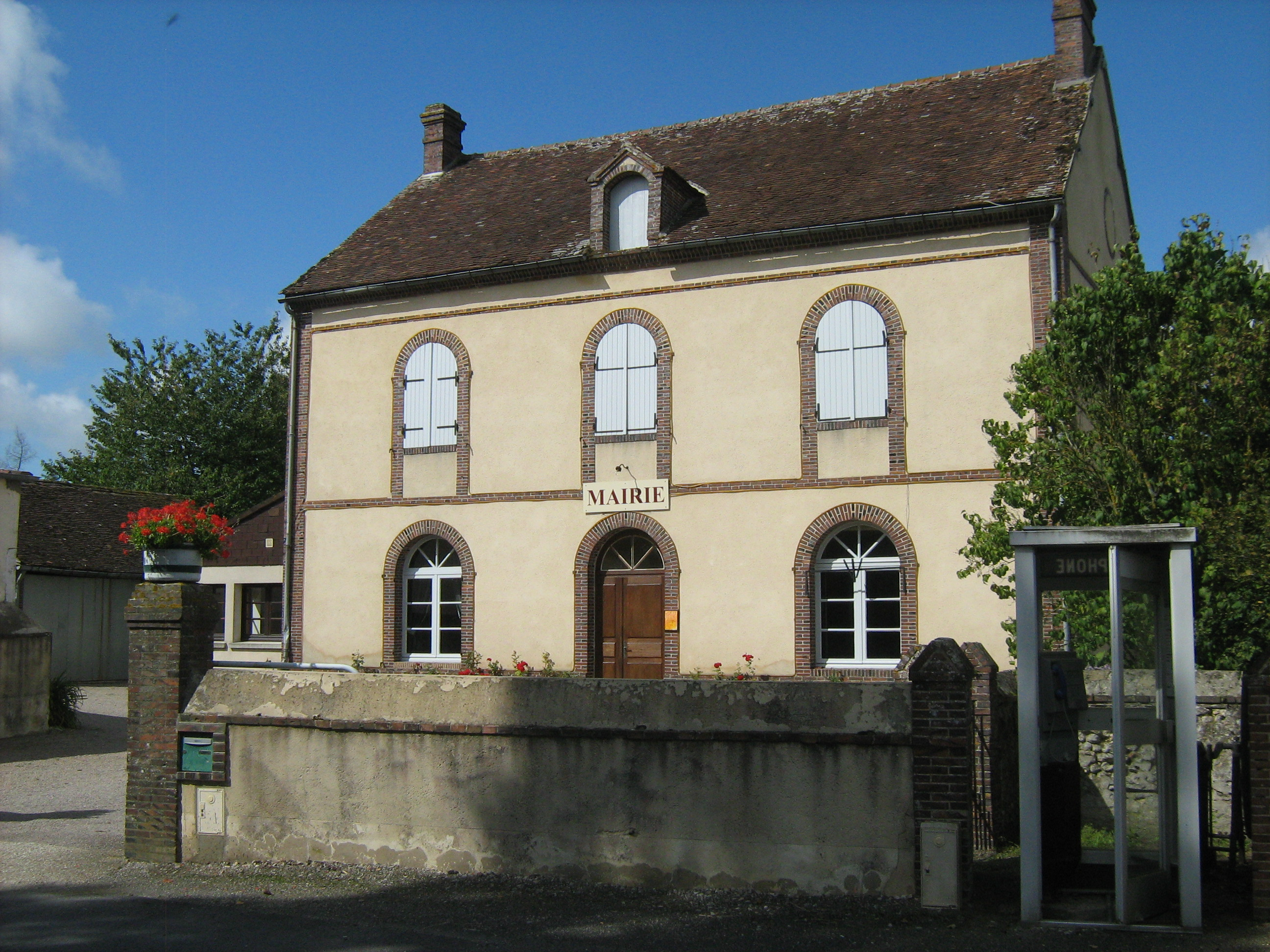
La mairie.

Le conseil municipal est composé de onze membres dont le maire et un adjoint.

## Démographie
L'évolution du nombre d'habitants est connue à travers les recensements de la population effectués dans la commune depuis 1793. Pour les communes de moins de 10 000 habitants, une enquête de recensement portant sur toute la population est réalisée tous les cinq ans, les populations de référence des années intermédiaires étant quant à elles estimées par interpolation ou extrapolation. Pour la commune, le premier recensement exhaustif entrant dans le cadre du nouveau dispositif a été réalisé en 2006.
En 2022, la commune comptait 241 habitants, en évolution de +2,99 % par rapport à 2016 (Orne : −3,21 %, France hors Mayotte : +2,11 %).
Les Menus a compté jusqu'à 540 habitants en 1806.
| 1793 | 1800 | 1806 | 1821 | 1836 | 1841 | 1846 | 1851 | 1856 |
| ---- | ---- | ---- | ---- | ---- | ---- | ---- | ---- | ---- |
| 456  | 455  | 540  | 451  | 488  | 450  | 417  | 424  | 405  |

| 1861 | 1866 | 1872 | 1876 | 1881 | 1886 | 1891 | 1896 | 1901 |
| ---- | ---- | ---- | ---- | ---- | ---- | ---- | ---- | ---- |
| 406  | 386  | 370  | 354  | 320  | 293  | 318  | 280  | 262  |

| 1906 | 1911 | 1921 | 1926 | 1931 | 1936 | 1946 | 1954 | 1962 |
| ---- | ---- | ---- | ---- | ---- | ---- | ---- | ---- | ---- |
| 263  | 246  | 225  | 251  | 227  | 236  | 216  | 216  | 205  |

| 1968 | 1975 | 1982 | 1990 | 1999 | 2006 | 2011 | 2016 | 2021 |
| ---- | ---- | ---- | ---- | ---- | ---- | ---- | ---- | ---- |
| 189  | 153  | 136  | 118  | 148  | 185  | 198  | 234  | 240  |

| 2022 | - | - | - | - | - | - | - | - |
| ---- | - | - | - | - | - | - | - | - |
| 241  | - | - | - | - | - | - | - | - |

## Lieux et monuments
- Église Saint-Laurent des XIe et XIIe siècles. Elle abrite un tableau du XVIIIe (La Nativité) classé à titre titre d'objet aux Monuments historiques[30].